# Kayoa
Kayoa (indonez. Pulau Kayoa) – wyspa w Indonezji na Morzu Moluckim w archipelagu Moluków na południe od Makian i na północ od Bacan; 20 176 mieszkańców (2010). Administracyjnie należy do prowincji Moluki Północne.
Ludność wyspy posługuje się językiem makian zachodnim (z rodziny północnohalmaherskiej) oraz językiem kajoa (z rodziny austronezyjskiej, tworzącym kontinuum wraz ze wschodniomakiańskim).